# Fortaleza de Itapirú

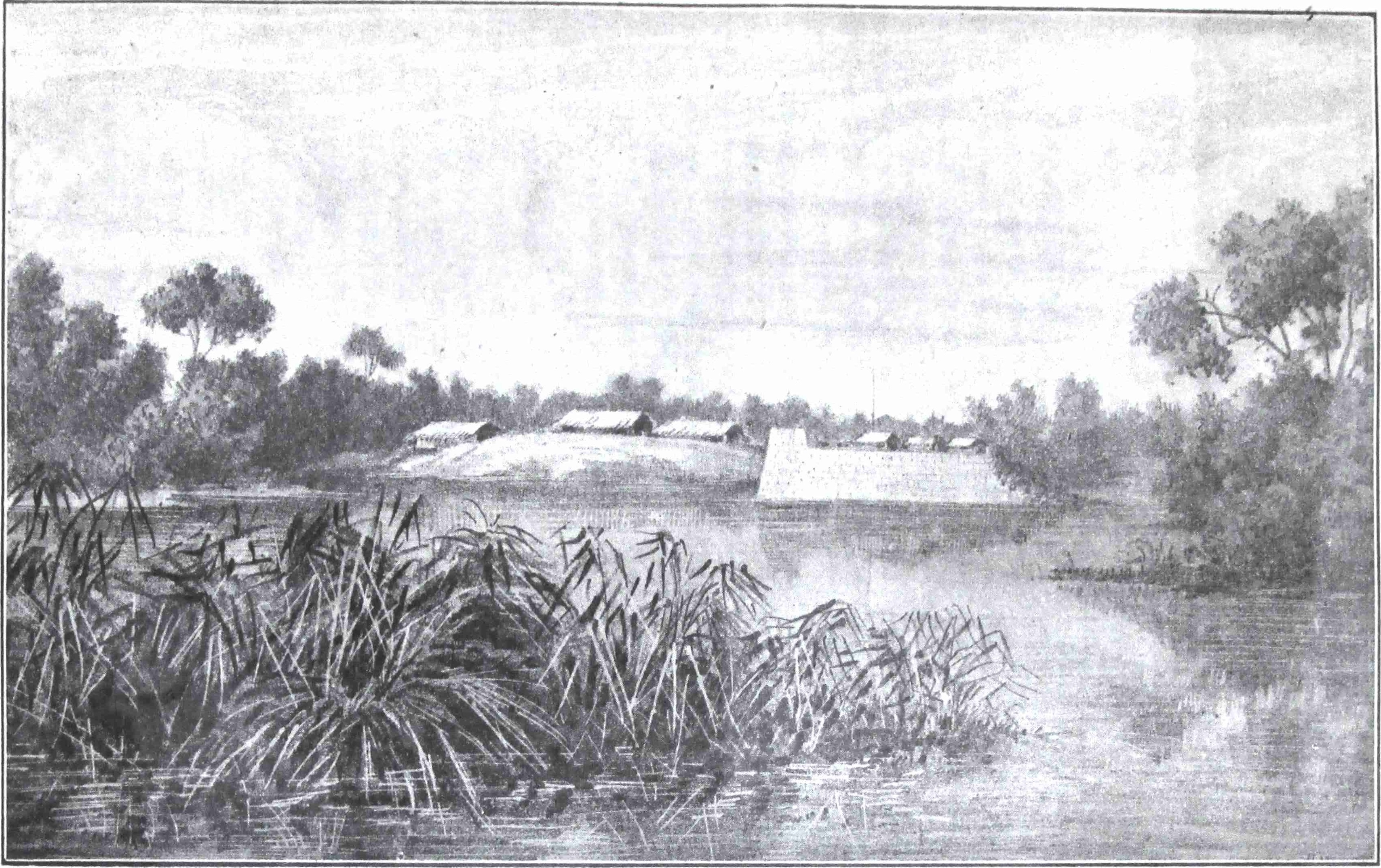
Vista de la fortaleza paraguaya de Itápirú en el Paso de la Patria.

El Fuerte de Itapirú se localizaba en la margen derecha del río Paraná, próximo a su confluencia con el río Paraguay, en el actual departamento de Ñeembucú (Paraguay). Su lugar de emplazamiento está al este de la isla del Cerrito y en el punto en donde desemboca el riacho Paranamí, en las coordenadas 27°17′16″S 58°34′06″O / -27.28778, -58.56833. El lugar es desde 1971 sede de la Base Naval Itapirú de la Armada Paraguaya y conserva restos de un murallón en ruinas.
Desde 1983 Itapirú forma parte de una isla debido a una gran inundación que alteró la geografía del lugar haciendo que el riacho Yacaré (desprendimiento del Paraná) desemboque en el río Paraguay.
En 1846 el gobierno paraguayo de Carlos Antonio López erigió una batería en Itapirú, en el lugar en donde su predecesor José Gaspar Rodríguez de Francia había hecho construir un murallón defensivo, y destinó un piquete de diez soldados en la isla del Cerrito. Pero una creciente del río Paraná en 1848 destruyó la batería paraguaya y la isla fue evacuada.

## Guerra de la Triple Alianza
En el contexto de la Guerra de la Triple Alianza (1864-1870), esta fortificación controlaba el acceso a la provincia argentina de Corrientes, que era fronteriza, en la margen izquierda del río Paraná. 
En noviembre de 1865 Francisco Solano López restauró la artillería del fuerte colocando 6 piezas en él.

Itapirú es un punto de roca que sale a amenazar la corriente del Paraná. Las ondas del río lamen sus costas por el sud donde está el canal principal, y por el este que es el canal privado y exclusivo del Paso de la Patria y donde forma una gran ensenada. Dos flancos pues presenta para el ataque de donde pueden cruzarse los fuegos y disputar la desocupación del punto. La escuadra en todo el tiempo de su permanencia, no se ha atrevido a asomarse al canal privado de que manifiesta un miedo cerval, y solo se ha contentado en atacar Itapirú por el frente sud, donde el respaldo de una colina preserva la infantería de los tiros del enemigo, cuyas balas o se hunden en las arenas de la colina, o van a visitar los pantanos y las lagunas del centro, haciendo por consiguiente inútil y sin ningún resultado el bombardeo que están efectuando.
Natalicio Talavera, 7 de abril de 1866

Durante la contraofensiva aliada a partir de abril de 1866, fue el primer obstáculo a ser vencido por las fuerzas del 1.º Cuerpo de Ejército de Brasil comandadas por el mariscal de campo Manuel Luis Osório (1808-1879).
El fuerte se hallaba al mando de José María Bruguez, secundado por el mayor Alvarenga y el capitán Pedro Hermosa. 

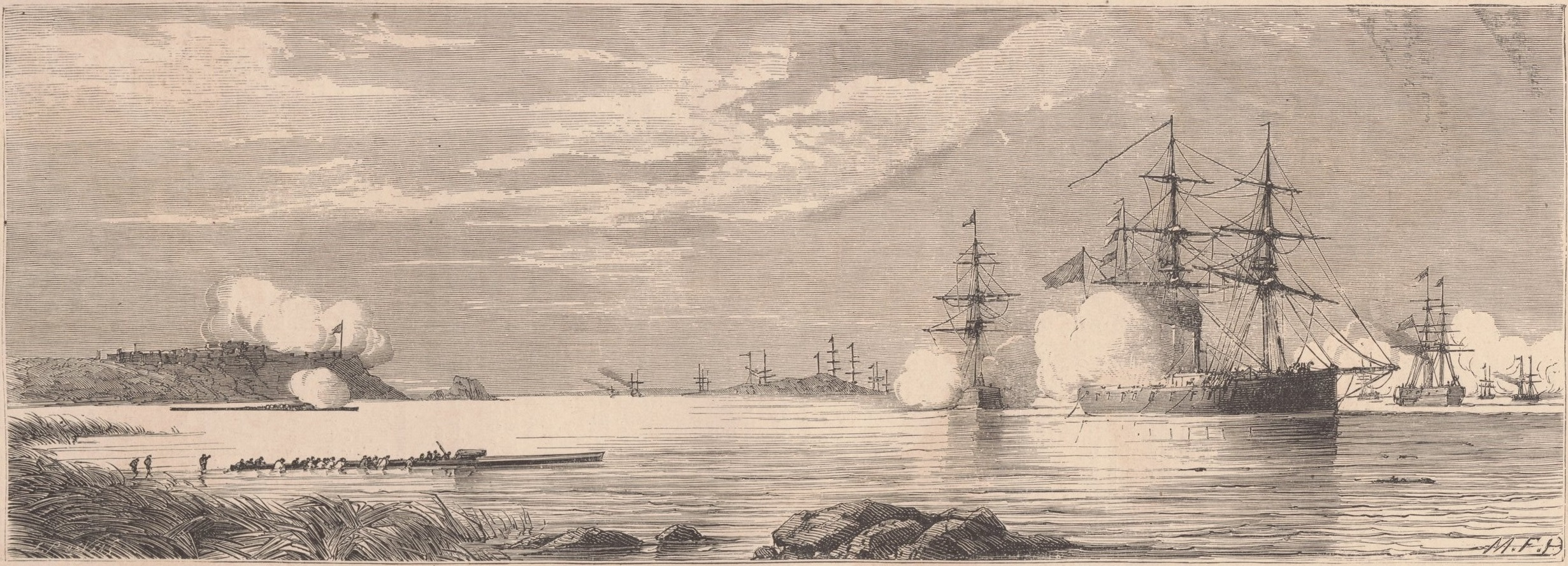
La flota brasileña es atacado por una chata paraguaya, matando a 34 personas a bordo del Tamandaré (Le monde illustré: journal hebdomadaire, n.º 477, 02/06/1866).

El 20 de marzo de 1866, el acorazado brasileño Tamandaré fue enviado en misión de reconocimiento de las aguas del río Paraná hasta Itatí, junto con el acorazado Bahía y el barco Cisne. Entre sus pasajeros se hallaban el almirante Tamandaré y el presidente argentino Bartolomé Mitre. Al pasar por Itapirú fueron bombardeados sin éxito.
El 22 de marzo de 1866 se produjo el ataque de la escuadra brasileña contra una chata artillada en la isla Carayá.
El 27 de marzo de 1866, los cañones de una chata paraguaya ubicada en las inmediaciones de Itapirú alcanzaron el acorazado Tamandaré, produciéndole 37 bajas. 
En el asalto a la fortaleza se destacó el batallón mandado por el coronel João Carlos Villagran Cabrita (1807-1866), y los del entonces mayor Deodoro da Fonseca (1827-1892), futuro presidente del Brasil.
En la noche del 5 al 6 de abril de 1866, al amparo de la niebla, se produjo el desembarco aliado en una isla vecina, desde entonces denominada isla de Redención, Isla de Carvalho o isla Cabrita por los brasileños e isla Purutué (en guaraní: gallo ruidoso) por los paraguayos en alusión a los ruidos generados en ella por los primeros. Desde allí el fuerte de Itapirú fue intensamente cañoneado por 8 piezas de artillería. La fortaleza recibió 1.500 bombas desde la costa argentina (batería de Corrales), las isla Cabrita y desde la escuadra brasileña. 
El Combate del Banco Purutué (o Combate de la isla de Redención) se produjo el 10 de abril cuando los paraguayos intentaron desalojar a los brasileños del banco Purutué enviando 29 canoas con 1.260 hombres al mando del teniente coronel José Eduvigis Díaz, pero fueron rechazados con grandes pérdidas y debieron retroceder hostilizados por la escuadra brasileña, la que también debió retirarse por el fuego lanzado desde Itapirú. A causa de ese bombardeo sobre el vapor Fidelis (hundido) murió el coronel João Carlos Villagran Cabrita. En la acción quedó también inutilizable el vapor brasileño Enrique Martins. El ataque costó 900 bajas paraguayas y 1000 brasileñas.

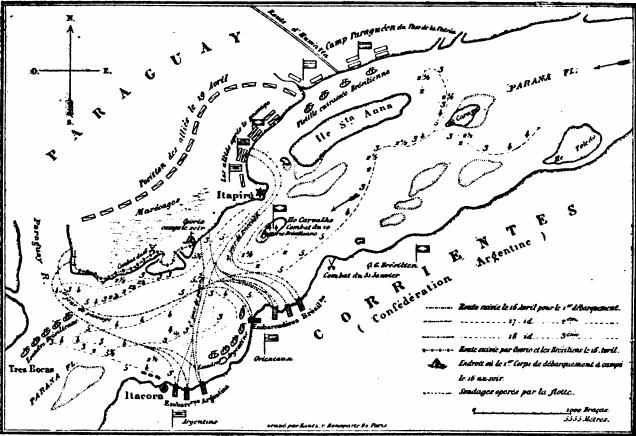
Mapa que indica la posición de la escuadra de los aliados y la marcha de la columna de General Osório (Días 16, 17 y 18 de abril de 1866).

El 16 de abril Itapirú fue intensamente bombardeado mientras 10 000 aliados cruzaban el río Paraná, y al día siguiente se produjo el choque con 4.000 paraguayos al mando de teniente coronel Benítez, con el resultado de que estos se retiraran hacia Itapirú.
Ante la concentración de tropas brasileñas que así iniciaban la invasión del territorio paraguayo, Solano López ordenó abandonar la fortificación, permitiendo su ocupación el 18 de abril.
Transformada en campamento aliado con el desarrollo de la campaña, esa posición, escala obligatoria para aquellos que iban o retornaban de los frentes de batalla, se transformó en una pequeña ciudad en donde convivían militares, comerciantes y aventureros, y donde se encontraban desde barberos, dentistas, casas de juego, burdeles, una iglesia y hasta una casa bancaria.